# Manuel Acosta Ojeda
Manuel Abraham Acosta Ojeda (Lima, 16 de marzo de 1930-ibidem, 20 de mayo de 2015) fue un cantautor peruano de música criolla, es destacado como uno de los mejores compositores de este país. En 2005 el Instituto Nacional de Cultura le reconoció con la Medalla de Honor de la Cultura Peruana.

## Biografía
Sus padres fueron Alejandro Acosta Flores y María Luisa Ojeda Cutimbo. Se educó en la ciudad de Lima, siguiendo sus estudios primarios en el Centro Escolar N° 446 en Miraflores en 1937, y en el Colegio Salesiano de Breña entre 1938 a 1942; sus estudios secundarios entre 1943 a 1947 en el Colegio Emblemático José María Eguren de Barranco. Empezó a componer e interpretar música criolla desde muy joven.

## Trayectoria musical
Integró diversos grupos criollos, como el Trío Surquillo (1948 a 1950), y el dúo Los Dones en 1951 a 1954, destacando en festivales y emisiones radiofónicas; encontrando la fama al ganar amplia popularidad dos composiciones suyas interpretadas por el Trío Los Chamas en 1955, los valses: "En un Atardecer" y "Madre". Es autor de numerosas canciones populares, es el caso de los valses "Cariño", "Ya se Muere la Tarde", "Si tú me Quisieras", "Puedes Irte" y la extraordinaria marinera limeña "Bajo la loza", popularizada en 1957 por Los Troveros Criollos. 
Sus composiciones posteriores a 1960 han incursionado en temas de crítica social. Destacan en su obra de cantautor las grabaciones: "Javier viven en el Aire" (1963), cancionero en homenaje al poeta Javier Heraud; "Cantan los Autores" (1965), realizado en colaboración con Eduardo Márquez Talledo, Pablo Casas y Luis Abelardo Núñez; "Canción Protesta" (1966), "El Nuevo día" (1974), álbum dedicado íntegramente a las luchas sociales y a los trabajadores, y "El Poeta de la Canción Peruana" (1978).
Sus composiciones han sido grabadas por artistas de la talla de Bartola, Los Chamas, Cecilia Bracamonte, Pedrito Otiniano, Alicia Maguiña, Eva Ayllón, Roberto Silva, Rafael Matallana, Cholo Berrocal, Tania Libertad, Los Hermanos Zañartu, Óscar Avilés y su conjunto Fiesta Criolla, El trío Los Troveros Criollos, María Obregón y Luz Melva, entre otros de grata recordación.

## Otros trabajos
Se desempeñó como secretario de defensa del Sindicato de Artistas Folklóricos (1961-1964 y presidente de la Sociedad de Autores y Compositores Peruanos SAYCOPE (1970), institución local de la cual ha sido su presidente y que se convirtió en una trinchera de la difusión del buen arte. 
Incursionó en el cine actuando en "Harawi" (1970), "La Familia Orozco" (1976) y "Gregorio" (1981). Como periodista ha sido redactor principal de "Ricchay" (1961), director de la revista de arte popular "Coliseo" (1972-1975), conductor del programa radial "Música del Pueblo" (1966-1968) y colaborador en El Peruano, La Crónica, El Comercio, La Prensa, La República, Revista Oiga, Semanario Caretas.